# Cançons infantils (2)
Cançons infantils (2), JW V/17 (en txec Říkadla (2)), és un cicle amb una introducció i 18 cançons infantils compostes per Leoš Janáček el 1926. Es va estrenar el 25 d'abril de 1927 a Brno.

## Cançons
- I Úvod
- II Řípa se vdávala
- III Není lepší jako z jara
- IV Leze krtek
- V Karel do pekla zajel
- VI Roztrhané kalhoty
- VII Franta rasů hrál na basu
- VIII Náš pes, náš pes...
- IX Dělám, dělám kázáni
- X Stará bába čarovala
- XI Hó, hó, krávy dó
- XII Moje žena malučičká
- XIII Bába leze do bezu...
- XIV Koza bílá hrušky zbírá
- XV Němec brouk, hrnce tlouk
- XVI Koza leží na seně
- XVII Vašek, Pašek, bubeník
- XVIII Frantíku, Frantíku
- XIX Seděl medvid' na kolodi